# Vaiaku Langi Hotel
A Vaiaku Langi Hotel, vagy más néven a Vaiaku Lagi Hotel Tuvalu fővárosában, Vaiakuban található. Ez az ország egyetlen szállodája. A kormányzat által birtokolt épületből a Funafuti lagúna látható. Rendszeresen felújítják és újrabútorozzák, hogy minél inkább fellendítse Tuvalu idegenforgalmát. A hotelnek 16 zuhanyzós, légkondicionált szobája van. Minden szobából rálátni a lagúnára.

## Külső hivatkozások
- Hivatalos oldal (angolul)